# Eufemio de Mesina

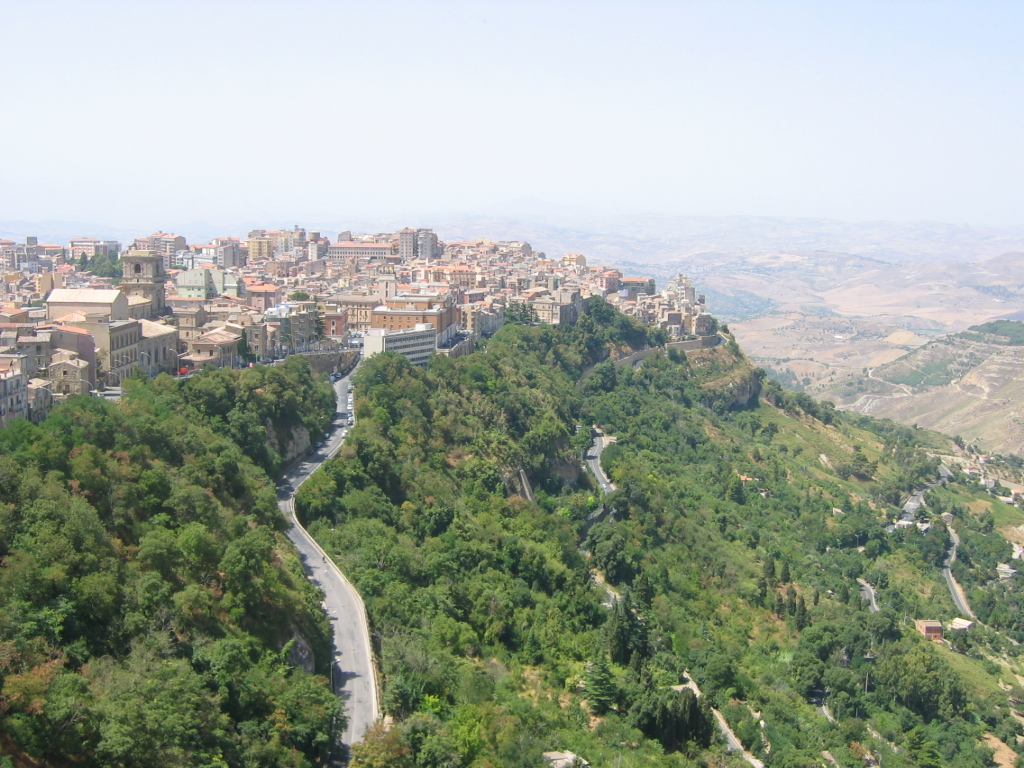
Vista de la ciudad de Enna.

Eufemio (Mesina, c. 800 - Enna, 829) fue un militar siciliano que alcanzó el grado de almirante (turmarca) en el Imperio bizantino y se proclamó emperador en Siracusa el año 823. Facilitó la conquista árabe de Sicilia, en el transcurso de la cual fue muerto durante el asedio de Enna en el año 829.

## Biografía
Eufemio de Mesina fue un terrateniente siciliano rico y culto, probablemente nacido en Mesina hacia el año 800. Como militar consiguió tener muchos partidarios, al obtener éxitos militares, que atrajeron la hostilidad de los jerarcas bizantinos. Eufemio fue acusado, quizás falsamente, del secuestro de su convento de una joven monja llamada Omonisa para casarse con ella a la fuerza, por lo que organizó un levantamiento contra la autoridad imperial, y tras algunos éxitos militares, se proclamó emperador en Siracusa en 823.
Hacia 826, según Michele Amari, el emperador bizantino Miguel II el Tartamudo nombró un nuevo gobernador de Sicilia, llamado Constantino (según fuentes árabes) o Fotino (según griegas), un militar que había sido expulsado recientemente (823) de Creta por piratas árabes provenientes de Egipto.
Era un jefe carismático y respetado como un rey, cuyo título de emperador invita a pensar que dominaba toda la isla. Consciente de que sería derrotado por las fuerzas bizantinas en cuanto llegaran refuerzos de Oriente, hizo un llamamiento a los líderes musulmanes de Ifriqiya, a los que pidió ayuda para arrebatar Sicilia y Malta a los bizantinos. En el verano de 827, unió su ejército al de la gran flota de Asad ibn al-Furat, pero murió ese mismo año asesinado por miembros de la guarnición imperial de Enna.
Es considerado como el hombre que provocó la invasión árabe de Sicilia y Malta y el comienzo de dos siglos de dominación islámica de la isla bajo el conocido como Emirato de Sicilia.